# Сігітас Олберкіс
Сігітас Олберкіс (лит. Sigitas Olberkis, нар. 19 квітня 1997, Пакруоїс) — литовський футболіст, центральний захисник.

## Клубна кар'єра
Вихованець клубу «Круоя», грав за другу команду, а в 2015 році дебютував у основній команді. Восени 2015 року перейшов до «Шауляя», але за підсумками сезону 2015 року клуб втратив місце в Лізі А. Сезон 2016 провів у клубі другого литовського дивізіону «Паневежис».
У січні 2017 року прибув на перегляд в білоруське «Дніпро» (Могильов), а в березні підписав контракт. Розпочав сезон у стартовому складі могильовців, але згодом став залишатися на лавці запасних. У січні 2018 року було оголошено, що захисник залишає білоруський клуб .
У березні 2018 року перейшов до латвійської «Єлгави», де провів увесь рік. У січні 2019 року перейшов у вільнюський «Жальгіріс», який покинув у червні того ж року.
У серпні 2019 року став гравцем мальтійського клубу «Сенглі Атлетік», де виступав до кінця сезону 2019/20, який було достроково завершено у травні у зв'язку з пандемією COVID-19. Пізніше литовець він грав за ірландський «Слайго Роверз», але не зміг закріпитися в команді.
У лютому 2021 року перейшов до естонського клубу «Легіон» з Таллінна. У естонській Мейстрлізі-2021 провів 29 матчів і забив три голи.

## Міжнародна кар'єра
25 березня 2017 року дебютував у складі молодіжної збірної Литви, провівши всі 90 хвилин у товариському матчі проти Білорусі (1:2). Загалом на юнацькому рівні зіграв у 9 іграх.
2021 року викликався до національної збірної, але так тоді за неї і не дебютував.